# علی‌حیدر قرایف
علی‌حیدر قرایف (ترکی آذربایجانی: Əliheydər Ağakərim oğlu Qarayev; ۲۰ ژوئن ۱۸۹۶ – ۲۴ آوریل ۱۹۳۸) سیاست‌مدار اهل جمهوری آذربایجان بود.